# Вайсер-Майн
Вайсер-Майн (нем. Weißer Main, Белый Майн) — река в Германии, протекает по земле Бавария. Правая составляющая Майна.
Река Вайсер-Майн берёт начало в горах Фихтельгебирге. Течёт на запад. Около Кульмбаха объединяется с рекой Ротер-Майн и образует реку Майн.
Длина реки — 45,3 км, площадь водосборного бассейна — 636 км². Высота истока 887 м. Высота устья 298 м.